# Задорненское газовое месторождение
Задо́рненское газоконденса́тное месторожде́ние (укр. Задорненське газоконденсатне родовище) — газоконденсатное месторождение в Крыму, расположенное в Черноморском районе. Относится к Причерноморско-Крымской нефтегазоносной области. Ближайший населённый пункт — село Задорное.

## Характеристика
Приурочено к северной зоне антиклинальных складок Тарханкутского полуострова в центральной части Каркинитско-Северо-Крымского прогиба. Структура — брахиантиклиналь. Структура обнаружена в 1947 г. Газоносные — песчановидные органогенно-детритовые известняки нижнего палеоцена. Промышленный приток газа получен в интервале толщиной 562-595 м. Режим залежей водонапорный. Коллектор трещинно-поровый. Начальный запас газа из добываемой категории А+В+С1 — 1 020 млн м³. В ноябре 1960 года на Задорненской площади получен фонтан газа. Месторождение разрабатывалось в 1968-1983 гг. Добыто 925 млн м³ газу (90,4% запасов). Остаточные запасы желательно использовать для локальных целей.